# 中山 (鹿児島市)
中山（ちゅうざん）は、鹿児島県鹿児島市の町丁。旧薩摩国谿山郡谷山郷中村、谿山郡谷山村大字中、鹿児島郡谷山町大字中、谷山市中町。郵便番号は中山一丁目・中山二丁目は891-0108、中山町は891-0105。人口は12,904人、世帯数は5,350世帯（2024年4月1日現在）。中山一丁目、中山二丁目及び中山町があり、中山一丁目及び中山二丁目では住居表示を実施している。

## 地理
鹿児島市の南部、永田川の中流域に位置している。町域の北方には山田町、南方には上福元町、西方には鹿児島市春山町、鹿児島市五ケ別府町、日置市吹上町与倉、東方には桜ケ丘、魚見町、自由ケ丘がそれぞれ接している。
町域の東部を永田川が南流しており、山田町や上福元町の区域を含めて永田川から鹿児島湾に向けた扇状地となっており、水田地帯となっている。
町域の西部を鹿児島県道22号谷山伊作線、鹿児島県道20号鹿児島加世田線（南薩縦貫道）が通り、東部を南北に鹿児島県道210号小山田谷山線、中央部を指宿スカイライン（鹿児島県道17号指宿鹿児島インター線）が南北に通っている。教育機関は町域の中央部に鹿児島市立中山小学校がある。

### 河川
- 永田川
  - 滝之下川
  - 山之田川

### 町名の由来
中山町は、1967年の谷山市と鹿児島市の合併までは谷山市「中町」であったが、それまでの鹿児島市にも中町が既に存在していることから、谷山市側の中町が「中山町」に改称された。町名は鹿児島市立中山小学校の校名に由来する。
中山小学校の名称の由来は1887年（明治20年）に中村に設置されていた辺田学館、白山小学校と山田村（現在の山田町）に設置されていた黒丸小学校を統合した。この際に2つの村名（中村・山田村）から取ったことに由来する。
また「中山」という地名は難読地名であり、東京堂出版の『難読地名辞典』（1993年刊行）には「中山町」（ちゅうざんちょう）として掲載されている。

## 歴史

### 中村の成立と中世
中村という地名は南北朝時代より見え、薩摩国谿山郡の村名であった。至徳4年（1387年）の平忠信（知覧忠信）寄進状に「薩摩国谷山郡之内中村水田壱町」と見えるのが中村という地名の初見であると考えられている。また、この寄進状により山田村にあった皇徳寺に水田が寄進されている。応永24年（1417年）の「島津存忠宛行状」によれば守護であった島津久豊が中村などの地を伊作勝久に宛がった。
文禄4年（1595年）の「豊臣秀吉朱印知行方目録」によって谷山郡中村山田村の3,893石余が島津義弘の蔵入地とされた。慶長2年（1597年）の文禄・慶長の役では中村や辺田の武士団が島津義弘の軍に従軍しており、それ以降これらの武士団は御兵具方として明治時代になるまで武士団として島津氏に仕えた。

### 近世の中村
江戸時代には薩摩国谿山郡谷山郷（外城）のうちであった。村高は「天保郷帳」では2,486石余、「三州御治世要覧」では2,460石余、「旧高旧領取調帳」では2,467石余であった。中村には庄屋所が置かれた。
詳細な年代は不明であるが、江戸時代初期頃は山田郷に属していたとされる。「三国名勝図会」や「薩摩国郷村石附帳」によると山田郷はその後伊佐智佐郷と合併し谷山郷となった。1879年（明治12年）には中村に戸長役場が置かれた。

### 町村制施行以降

#### 鹿児島市合併まで
1889年（明治22年）4月1日に町村制が施行されたのに伴い、上福元村、下福元村、和田村、塩屋村、松崎町、平川村、中村、五ケ別府村の区域より谿山郡谷山村が成立した。それまでの中村の区域は谷山村の大字「中」（なか）となった。
1897年（明治30年）4月1日に「 鹿兒島縣下國界竝郡界變更及郡廢置法律」（明治29年法律第55号）が施行されたのに伴い谿山郡が北大隅郡と共に鹿児島郡に編入され、谿山郡に属していた谷山村は鹿児島郡のうちとなった。1924年（大正13年）には谷山村が町制施行し谷山町となった。1958年（昭和33年）10月1日に谷山町が市制施行し谷山市となり、それまでの大字中は谷山市の町「中町」（なかまち）となった。

#### 鹿児島市合併以後
1967年（昭和42年）4月28日には谷山市と鹿児島市が対等合併し鹿児島市となった。これに先だって鹿児島県公報に掲載された「 町の名称の変更」（鹿児島県告示）により鹿児島市となった4月28日付で中町を中山町に改称することとなり、鹿児島市の町「中山町」となった。
1976年（昭和51年）11月30日に魚見ヶ原団地の区域にあたる上福元町と中山町の各一部より魚見町が設置された。1978年（昭和53年）10月24日には桜ケ丘団地において換地処分が終了したのに伴い、中山町・山田町・宇宿町・田上町の各一部より桜ケ丘一丁目、中山町・山田町・宇宿町の各一部より桜ケ丘二丁目、中山町の一部より桜ケ丘三丁目、中山町・宇宿町の一部より桜ケ丘四丁目、桜ケ丘五丁目、桜ケ丘六丁目が設置された。
1990年（平成2年）2月13日には中山町の一部が魚見町に編入され、同年11月5日には、宇宿町下地区及び上福元町小原地区において住居表示が実施されるのに併せて町の区域の再編が実施された。それに伴い上福元町及び中山町の一部が魚見町に編入された。
1997年（平成9年）2月17日には桜川第二地区において住居表示が実施されることとなり、上福元町及び中山町の各一部より東谷山六丁目、中山町の一部より東谷山七丁目が設置された。同年11月17日には中山町及び山田町の一部にあたる「中山・山田団地地区」において住居表示が実施されたのに伴い、中山町・山田町の各一部より「中山一丁目」及び「中山二丁目」が設置された。
2001年（平成13年）に上福元町及び中山町のうち武迫団地付近の区域において住居表示が実施されることとなった。これに伴い、8月13日に町の区域の再編が実施され中山町及び上福元町の一部より清和二丁目が設置された。
2004年（平成16年）には鹿児島ふれあいスポーツランドが中山町にオープンし、399,600平方メートルの区域に多目的広場やふれあい広場などが整備された。また、2014年（平成26年）には鹿児島県によってサッカー・ラグビー場などが整備された。
2017年（平成29年）2月6日には上福元町及び中山町の一部より清和三丁目が設置された。

### 町域の変遷
| 実施後               | 実施年             | 実施前           |
| -------------------- | ------------------ | ---------------- |
| 魚見町（新設）       | 1976年（昭和51年） | 中山町（一部）   |
| 魚見町（新設）       | 1976年（昭和51年） | 上福元町（一部） |
| 桜ケ丘一丁目（新設） | 1978年（昭和53年） | 中山町（一部）   |
| 桜ケ丘一丁目（新設） | 1978年（昭和53年） | 山田町（一部）   |
| 桜ケ丘一丁目（新設） | 1978年（昭和53年） | 宇宿町（一部）   |
| 桜ケ丘一丁目（新設） | 1978年（昭和53年） | 田上町（一部）   |
| 桜ケ丘二丁目（新設） | 1978年（昭和53年） | 中山町（一部）   |
| 桜ケ丘二丁目（新設） | 1978年（昭和53年） | 山田町（一部）   |
| 桜ケ丘二丁目（新設） | 1978年（昭和53年） | 宇宿町（一部）   |
| 桜ケ丘三丁目（新設） | 1978年（昭和53年） | 中山町（一部）   |
| 桜ケ丘四丁目（新設） | 1978年（昭和53年） | 中山町（一部）   |
| 桜ケ丘四丁目（新設） | 1978年（昭和53年） | 宇宿町（一部）   |
| 桜ケ丘五丁目（新設） | 1978年（昭和53年） | 中山町（一部）   |
| 桜ケ丘五丁目（新設） | 1978年（昭和53年） | 宇宿町（一部）   |
| 桜ケ丘六丁目（新設） | 1978年（昭和53年） | 中山町（一部）   |
| 桜ケ丘六丁目（新設） | 1978年（昭和53年） | 宇宿町（一部）   |
| 魚見町（編入）       | 1990年（平成2年）  | 中山町（一部）   |
| 魚見町（編入）       | 1990年（平成2年）  | 上福元町（一部） |
| 東谷山六丁目（新設） | 1997年（平成9年）  | 上福元町（一部） |
| 東谷山六丁目（新設） | 1997年（平成9年）  | 中山町（一部）   |
| 東谷山七丁目（新設） | 1997年（平成9年）  | 中山町（一部）   |
| 中山一丁目（新設）   | 1997年（平成9年）  | 中山町（一部）   |
| 中山一丁目（新設）   | 1997年（平成9年）  | 山田町（一部）   |
| 中山二丁目（新設）   | 1997年（平成9年）  | 中山町（一部）   |
| 中山二丁目（新設）   | 1997年（平成9年）  | 山田町（一部）   |
| 清和二丁目（新設）   | 2001年（平成13年） | 中山町（一部）   |
| 清和二丁目（新設）   | 2001年（平成13年） | 上福元町（一部） |
| 清和三丁目（新設）   | 2017年（平成29年） | 上福元町（一部） |
| 清和三丁目（新設）   | 2017年（平成29年） | 中山町（一部）   |

## 人口

### 町丁別
2024年（令和6年）4月1日時点での住民基本台帳による町丁別の世帯数および人口は次のとおりである。
| 町丁       | 世帯数 | 人口  |
| ---------- | ------ | ----- |
| 中山一丁目 | 566    | 1,218 |
| 中山二丁目 | 1,273  | 2,860 |
| 中山町     | 3,511  | 8,826 |

### 国勢調査
以下の表は国勢調査による小地域集計が開始された1995年以降の人口の推移である。1987年（昭和62年）時点の中山町の人口は8,370人であり、2014年（平成26年）時点の中山町の人口は6,810人であった。町丁としては吉野町、上福元町、下福元町に次いで4番目の人口を擁していた。
| 年                 | 人口   |
| ------------------ | ------ |
| 1995年（平成7年）  | 6,736  |
| 2000年（平成12年） | 7,508  |
| 2005年（平成17年） | 7,965  |
| 2010年（平成22年） | 9,824  |
| 2015年（平成27年） | 11,344 |
| 2020年（令和2年）  | 12,323 |

## 文化財

### 県指定
- 鹿児島市中山町の虚無僧踊（無形民俗文化財（民俗芸能））[51][52]

### 市指定
- 滝ノ下の田の神（有形民俗文化財（民俗資料））[53][54]

## 施設

### 公共
- 鹿児島ふれあいスポーツランド[55]
- 鹿児島県警察鹿児島南警察署中山交番[56]
- 国立研究開発法人農業・食品産業技術総合研究機構動物衛生研究所九州支所[57]
- 谷山北公民館[58]
  - 谷山北公民館図書室[59]

### 教育
- 鹿児島医療法人協会立看護専門学校[60]
- 鹿児島市立中山小学校[61]
- つばき幼稚園[62]

### 郵便局
- 鹿児島山田郵便局[63]

### 寺社
- 白山神社[64]

### その他
- 焼肉なべしま本社
- 南九州観光バス本社

## 教育

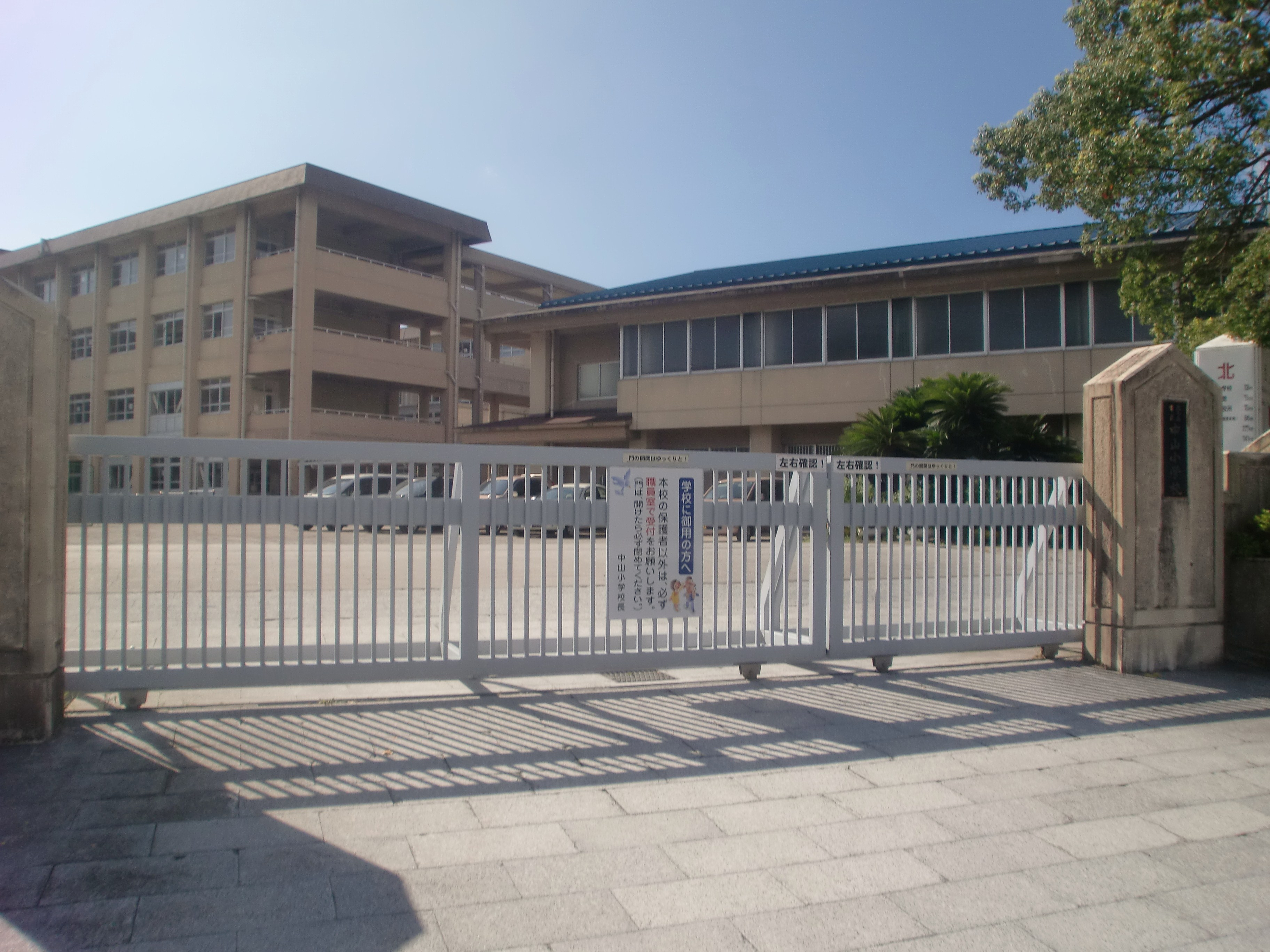
鹿児島市立中山小学校

現在の中山町及び中山の区域には「鹿児島市立中山小学校」が設置されており、かつては「谷山市立中山小学校平治分校」が置かれていた。

### 中学校
中山町及び中山の区域には中学校は設置されておらず、山田町にある鹿児島市立谷山北中学校、魚見町にある鹿児島市立東谷山中学校、谷山中央八丁目にある鹿児島市立谷山中学校、皇徳寺台三丁目にある鹿児島市立皇徳寺中学校の通学区域となっている。

### 小学校
「鹿児島市立中山小学校」は、1887年（明治20年）に辺田学館、白山小学・黒丸小学が統合し創立した小学校であり、1916年（大正5年）には平治地区に中山小学校の平治分教場が設置された。1941年（昭和16年）に国民学校令によって国民学校となり、1947年（昭和22年）に中山小学校に改称した。1966年（昭和41年）には平治分校を谷山小学校に統合した。

### 小・中学校の学区
市立小・中学校の学区（校区）は以下の通りとなる。
| 町丁       | 番・番地                                                     | 小学校                 | 中学校                 |
| ---------- | ------------------------------------------------------------ | ---------------------- | ---------------------- |
| 中山一丁目 | 全域                                                         | 鹿児島市立中山小学校   | 鹿児島市立谷山北中学校 |
| 中山二丁目 | 全域                                                         | 鹿児島市立中山小学校   | 鹿児島市立谷山北中学校 |
| 中山町     | 下記番地を除く全域                                           | 鹿児島市立中山小学校   | 鹿児島市立谷山北中学校 |
| 中山町     | 2020、4922～4928、4943～5065                                 | 鹿児島市立清和小学校   | 鹿児島市立東谷山中学校 |
| 中山町     | (5074)、5076～5081、5084～5089、5091～5092、5190、5555～5882 | 鹿児島市立西谷山小学校 | 鹿児島市立谷山中学校   |
| 中山町     | 5911～5949、6052                                             | 鹿児島市立宮川小学校   | 鹿児島市立皇徳寺中学校 |

## 交通

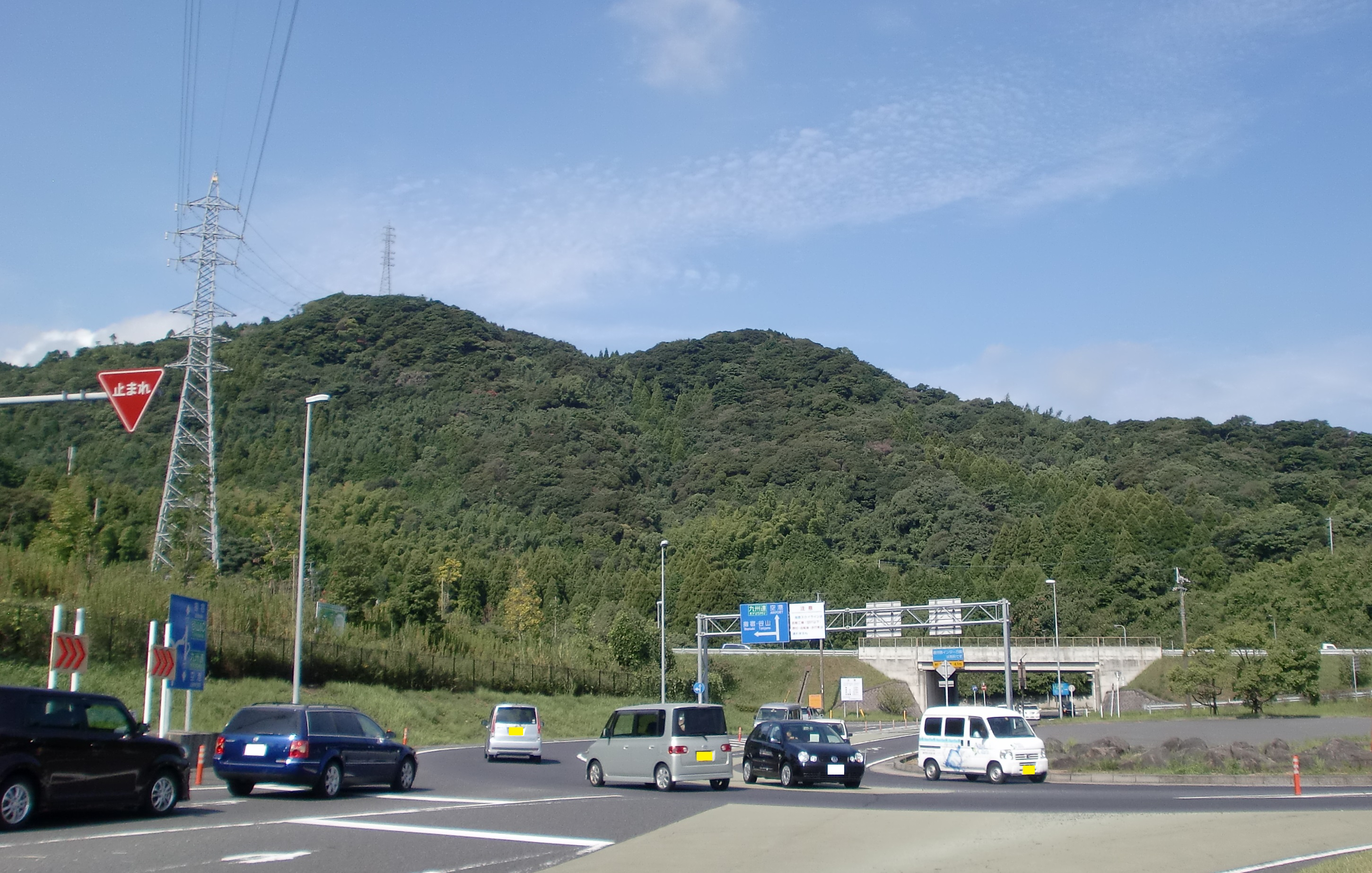
指宿スカイライン中山インターチェンジ

### 道路
主要地方道
- 鹿児島県道17号指宿鹿児島インター線（一般有料道路指宿スカイライン）
  - 中山インターチェンジ

- 鹿児島県道20号鹿児島加世田線
- 鹿児島県道22号谷山伊作線

一般県道
- 鹿児島県道210号小山田谷山線
- 鹿児島県道291号松元川辺線